# A Child’s History of England

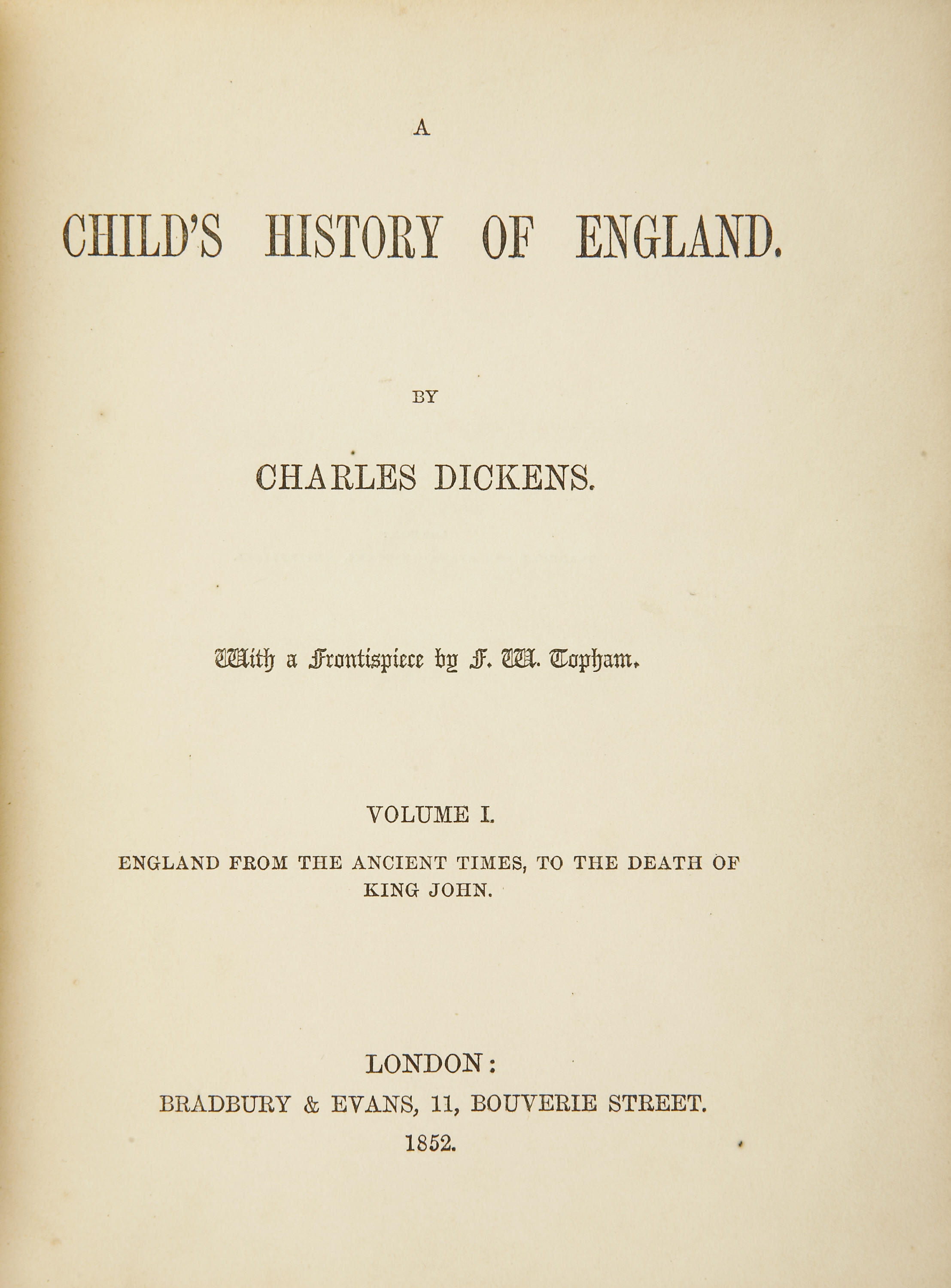
Titelseite des ersten Bandes der Child’s History

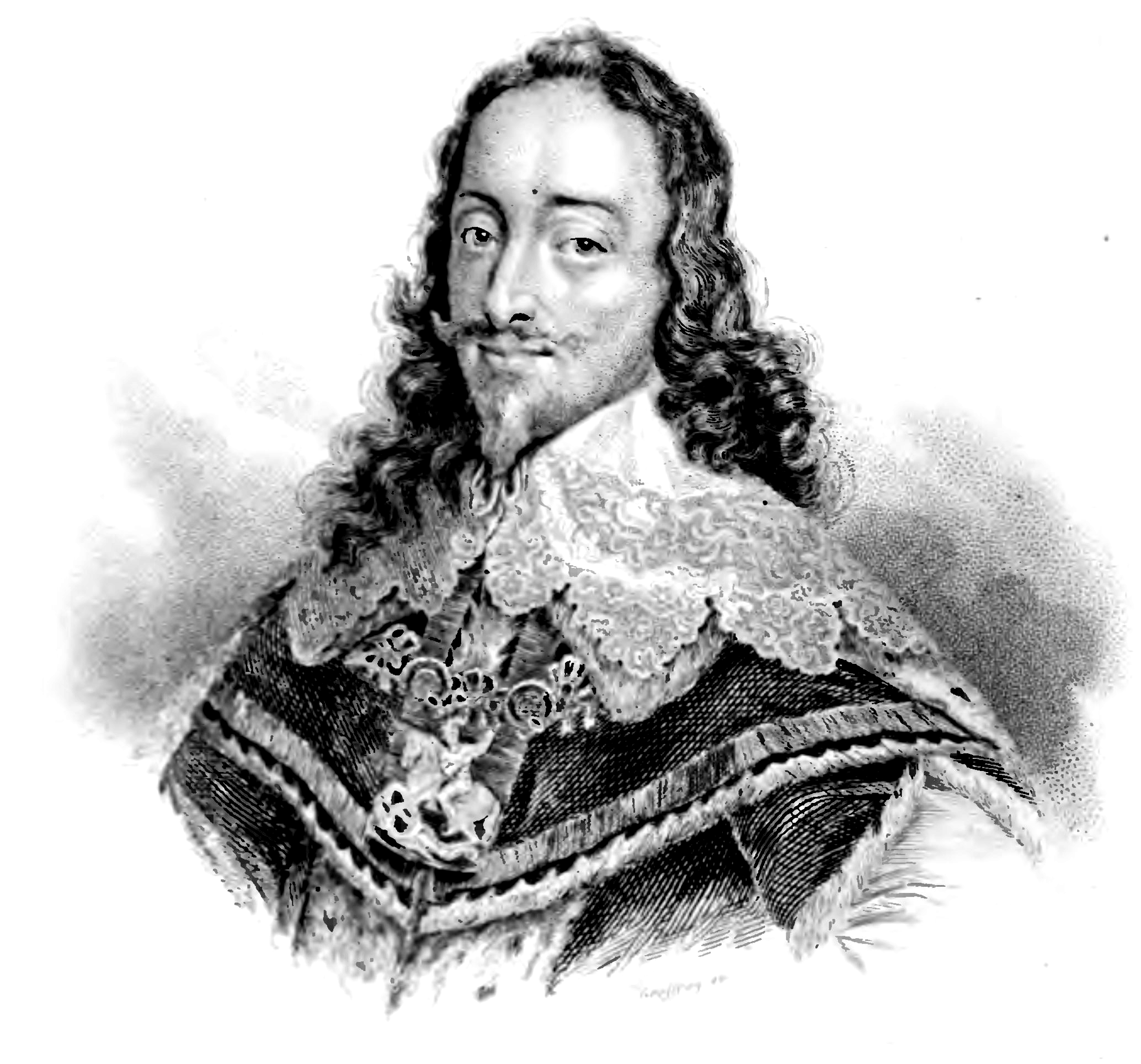
Illustration aus einer 1900 erschienenen Ausgabe

A Child’s History of England ist ein Buch des britischen Schriftstellers Charles Dickens. Das Werk behandelt oft parteiisch und subjektiv die Geschichte der Britischen Inseln von der Vorgeschichte Großbritanniens bis zur Glorious Revolution.

## Entstehung
Dickens plante wahrscheinlich seit 1843, ein Geschichtsbuch für Kinder zu schreiben damit sein ältester Sohn Charles Dickens Jr. keine konservative und anglokatholische Weltsicht entwickle. Es erschien jedoch erst vom Januar 1851 bis Dezember 1853 in 39 Fortsetzungen in Dickens Zeitung Household Words, die zwischen 1852 und 1854 vom Verlag Bradbury and Evans in drei Bänden veröffentlicht wurden. Dickens war kein professioneller Historiker, sondern Autor, weshalb sein Werk weitestgehend auf populärwissenschaftlicher Literatur wie Thomas Keightleys History of England (1837–1839) und David Humes History of Great Britain (1754–1761) beruhte.

## Inhalt
Dickens Geschichte Großbritanniens ist stark parteiisch, mit dem Ziel, die positive Darstellung der „Guten Alten Zeit“ zu revidieren und die Ungerechtigkeit der Vergangenheit bloßzustellen. Schon die keltischen Druiden lehnt er für ihre Menschenopfer ab, genauso wie fast alle Herrscher Großbritanniens. Heinrich VIII. wird als ein Fleck von Blut und Fett auf der Geschichte Englands (englisch a blot of blood and grease upon the History of England) beschrieben, Jakob I. (England) seine Sauheit (englisch His Sowship) genannt. Nur den Angelsachsenkönig Alfred den Großen und den republikanischen Lord Protector Oliver Cromwell stellt Dickens als gute Herrscher dar. Des Weiteren beschreibt Dickens die Vergangenheit als ausgesprochen gewalttätig; der Literaturhistorikerin Gillian Avery zufolge finde man auf fast jeder Seite eine makabre Beschreibung verschiedener Gewaltakte. Übernatürliche Mächten beurteilt er öfters als Märchen zur Ausbeutung der Ignoranten. Auch den Klerus kritisiert er; beispielsweise habe die Reformation „die Bevölkerung von ihrer Sklaverei zu den Priestern befreit“ (englisch set the people free from their slavery to the priests). Das Buch endet mit der Glorious Revolution of 1688, da folgende Ereignisse in solch einem Buch weder einfach erklärt noch verstanden werden könnten. Er fasst die Ereignisse bis zur Krönung der Königin Victoria also nur kurz zusammen.

## Rezeption
Obwohl Dickens sein Werk als innovative Neuorientierung auf das einfache Volk betrachtet hatte, wurde es von zeitgenössischen Kritikern und der heutigen Literaturwissenschaft generell abgelehnt. Trotzdem konnte sich Dickens eines großen Publikums erfreuen. Für Jahrzehnte wurde es an britischen Schulen als Lehrbuch genutzt.
Gillian Avery hebt hervor, dass Dickens Buch sich eher auf das Blutvergießen und die von ihm verhassten Könige fokussiere ohne auf die Sozial- und Wirtschaftsgeschichte Englands zu achten – im Gegensatz zu den meisten populärgeschichtlichen Werke Dickens Zeit wie Elizabeth Penroses Mrs Markham’s History of England (1823) und Maria Callcotts Little Arthur’s History of England (1835), die tatsächlich eine Geschichte des britischen Volkes bieten würden. Oft sei es für die Leser schwer, sich in dem von Dickens aufgebauten Labyrinth königlicher Dynastien ohne die Hilfe von Stammbäumen zu orientieren.
Auch die Literaturhistorikerin Rosemary Jann kritisiert Dickens ausgesprochene Parteilichkeit als eine Peinlichkeit (englisch embarrassment). Seine Betonung der Gewalttätigkeit der Vergangenheit wertet sie als ein literarisches Mittel zu seiner Abwertung. Oft verweise Dickens auf die einfache Bevölkerung, die die eigentlichen Leidtragenden während Englands Kriegen gewesen seien, während die angeblich ritterlichen Adligen freigekauft wurden. Seine eher positive Darstellung von Cromwell rühre daher, dass dieser im Gegensatz zu seinen königlichen Vorgängern und Nachfolgern ein einfacher, tugendhafter Bürger gewesen sei. Diese würden in A Child’s History of England oft die Rolle der Vorwärtsgewandten einnehmen. Um diese Weltanschauung aufrecht zu halten, umginge Dickens mehrmals historische Tatsachen. So sei die Beliebtheit solcher Herrscher wie Richard III. oder Heinrich VIII. im Volk auf seine Feigheit und Angst zurückzuführen. Solch ein Kontrast zwischen der Oberschicht und Unterschicht sei mit Dickens literarischen Werken vergleichbar. Trotz dieser klaren Neigung zur Unterschicht sei Dickens Werk jedoch nicht wahrhaft revolutionär: Echte Versuche, den Status quo radikal zu verändern (z. B. der Bauernaufstand von 1381 um Wat Tyler), relativiere er nämlich für sein viktorianisches Publikum. So vereinfache er die Geschichte auf eine Fabel von Schurken und Opfern.